# Liste des torpilleurs de l'United States Navy
La liste qui suit constitue la liste des torpilleurs de l'United States Navy, la marine de guerre des États-Unis. Ils sont désignés par le code d'immatriculation TB.

## Classe Cushing
- USS Cushing (TB-1) (en)

## Classe Ericsson
- USS Ericsson (TB-2) (en)

## Classe Foote
- USS Foote (TB-3) (en)
- USS Rodgers (TB-4) (en)
- USS Winslow (TB-5) (en)

## Classe Poter
- USS Porter (TB-6) (en)
- USS Du Pont (TB-7) (en)

## Classe Rowan
- USS Rowan (TB-8) (en)

## Classe Dahlgren

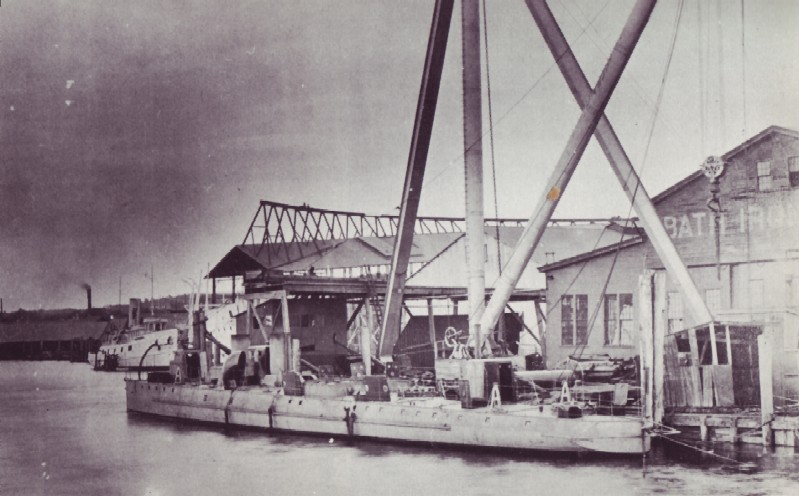
Le USS Dahlgren à quais à Bath en 1899.

- USS Dahlgren (TB-9) (en)
- USS Craven (TB-10) (en)

## Classe Farragut
- USS Farragut (TB-11) (en)

## Classe Davis
- USS Davis (TB-12) (en)
- USS Fox (TB-13) (en)

## Classe Morris
- USS Morris (TB-14) (en)

## Classe Talbot
- USS Talbot (TB-15) (en)
- USS Gwin (TB-16) (en)

## Classe MacKenzie
- USS MacKenzie (TB-17) (en)
- USS McKee (TB-18) (en)

## Classe Stringham
- USS Stringham (TB-19) (en)

## Classe Goldsborough
- USS Goldsborough (TB-20) (en)

## Classe Bailey
- USS Bailey (TB-21) (en)

## Classe Somers
- USS Somers (TB-22) (en)

## Classe Manley
- USS Manley (TB-23) (en)

## Classe Bagley
- USS Bagley (TB-24) (en)
- USS Barney (TB-25) (en)
- USS Biddle (TB-26) (en)

## Classe Blakely

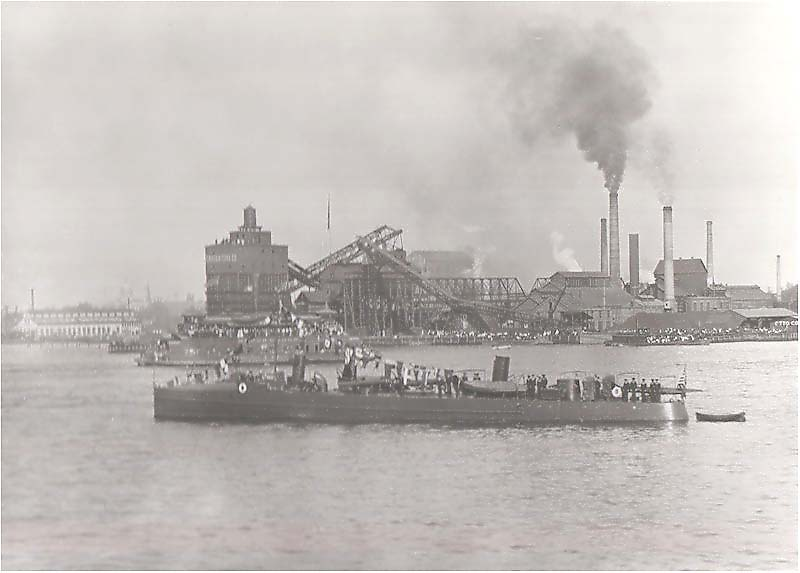
L'USS Tingey en 1908.

- USS Blakely (TB-27) (en)
- USS DeLong (TB-28) (en)
- USS Nicholson (TB-29) (en)
- USS O'Brien (TB-30) (en)
- USS Shubrick (TB-31) (en)
- USS Stockton (TB-32) (en)
- USS Thornton (TB-33) (en)
- USS Tingey (TB-34) (en)
- USS Wilkes (TB-35) (en)